# Osvaldo Ruggieri
Pour les articles homonymes, voir Ruggieri.
Osvaldo Ruggieri (né à Bari, le 8 janvier 1928 et mort à Rome le 10 octobre 2020) est un acteur et un doubleur de voix italien.

## Filmographie partielle

### Cinéma
- 1961 : Les Horaces et les Curiaces (Orazi e Curiazi) de Ferdinando Baldi et Terence Young : Cluilio, frère de Curiace
- 1962 : Le Tyran de Syracuse (Il Tiranno di Siracusa) de Curtis Bernhardt : Demetrius
- 1962 : Le Monstre aux yeux verts (I pianoti contro di noi) de Romano Ferrara : l'agent des services spéciaux
- 1968 : Rome comme Chicago (Roma come Chicago) d' Alberto De Martino : Inspecteur Sernesi
- 1972 : Dernier Appel ( L'assassino... è al telefono) d'Alberto De Martino : Thomas Brown
- 1974 : Il baco da seta de Mario Sequi
- 2007 : La cena per farli conoscere de Pupi Avati : le père de Matteo
- 2010 : Una sconfinata giovinezza de Pupi Avati : le neurologue

### Télévision
- 2002 : Jean XXIII : le pape du peuple (Papa Giovanni - Ioannes XXIII) de Giorgio Capitani : Pape Pie XI